# 高雄捷運泰勞抗暴事件
高雄捷運泰勞案，或稱高雄捷運外勞弊案，簡稱高捷案或高雄捷運外勞案，是指2005年8月21日高雄捷運公司位於高雄縣岡山鎮（今高雄市岡山區）移工宿舍的泰國籍外籍勞工暴動事件後，所揭露的外勞管理問題和衍生出的疑似有台灣民意代表及中華民國政府官員涉嫌向外勞仲介公司收取佣金、官商勾結等弊案。此案是台灣人權紀錄的一大污點，同時也嚴重衝擊民主進步黨「清廉執政」與「人權立國」的形象，被認為是民進黨在2005年中華民國地方公職人員選舉中失敗的重要因素。涉嫌自外勞仲介中獲取不當得利的人士，包括前中華民國總統府副祕書長陳哲男、高雄市政府勞工局局長方來進、高雄捷運公司負責引進泰勞事務的副董事長陳敏賢、前高雄捷運公司總經理賴獻玉、高雄捷運公司總經理特別助理劉克強、負責管理泰籍勞工的華磐仲介公司總經理嚴世華與其妻王彩碧、擔任高雄捷運公司顧問的前高雄市政府捷運工程局局長周禮良等。
台灣高等法院高雄分院於2009年1月15日二審宣判，陳哲男、嚴世華及王彩碧無罪，其中嚴世華及王彩碧被控背信罪部分無罪定讞。同年2月24日，台灣高等法院高雄分院檢察署不提上訴，陳哲男確認無罪，全案定讞，全案無人受到刑事責任。

## 背景
高雄捷運公司引進泰國籍勞工，由華磐仲介公司負責管理，然而管理中心提供的生活環境非常嚴苛。據報導：
|  | 管理中心對泰勞只有監禁、重罰，沒有管理，更離譜是中心少有休閒活動，卻有許多須用代幣的賭博性電玩，還有管理員慫恿泰勞簽賭六合彩。 管理中心內部有許多不合理的管理規則，像強制兌換使用代幣，內部物資價格比外面貴，一份米糕要用50元代幣，一份黃瓜也要50元。仲介公司除了每月賺取10,671的超高管理費用，每月再向泰勞扣除2,500元食宿費、1,000元的非法翻譯費、連回國探親的旅費及匯款都收取過高的代辦費！ 一份米糕要50元代幣，折合現金63元，根本是賺「黑心錢」。管理中心不准泰勞聚賭，但卻擺了很多的賭博性電動玩具，擺明了大家只能把錢丟回到中心設置的賭博電玩裡頭。 管理中心生活管理嚴苛，中心內不准打電話、不得有大哥大、飲酒，連最基本的收聽泰國節目廣播電台到電視節目都被禁止，各種各樣管理規則整整一大本，項目多且非常嚴苛。泰勞幾乎動輒得咎，一違規就要罰錢，罰款從300元到3萬元不等。 調查小組以「集中營」形容泰勞的居住環境。宿舍中的飲用水很髒、大家睡在薄木板搭成的上下鋪，大夥如擠沙丁魚，加上室內通風很差，只靠幾部電風扇勉強散散熱氣，裡面氣味非常難聞，平常人在裡面待一天就受不了了。難以想像這些泰勞食住都得在裡面，且一住就是兩、三年。 宿舍裡面的設備，中心只有三座電熱水器，其中兩座晚間七點後就不准用。大多數工人辛勤工作一整天、滿身臭汗回到宿舍，就得去搶熱水用。 另依規定，每廿五人至少要一個便坑、十五人要一個便池，卻是四十幾個人用一個便坑。因設施不足，大伙在六點上工前全往廁所擠，連想好好地上廁所也都成為一種奢望。 |

## 暴動經過
2005年8月21日夜間九時左右，高雄捷運岡山泰勞宿舍營區的部份泰勞違規在宿舍喝酒，被管理員制止。因不滿華磐人力管理顧問公司的管理制度，外勞開始鼓噪、毆打管理員。九時二十分左右，管理員退出營區並通報高雄市政府警察局處理。泰勞向警察丟擲石塊，並以彈弓攻擊警備車，警察考量泰勞人多，又情緒失控，暫時退出營區外戒備，期待泰勞情緒穩定後再做協商。警察退出後，泰勞開始焚燒管理中心與車輛。警察於晚間十時四十分許通報高雄市政府消防局。消防隊員前來撲滅火勢時，泰勞朝消防車集結、進而向消防隊員丟擲石塊，警察、消防隊員被迫退出營區。
隔日上午，高雄縣政府勞工局、高雄市政府勞工局、泰國貿易經濟辦事處、高雄捷運公司與華磐人力管理顧問公司代表進入泰勞宿舍營區，與泰勞協調。泰勞代表提出16項與生活和管理制度有關的訴求，要求獲得書面回應。下午二時左右，泰勞關心的訴求獲相關單位承諾改善，雙方達成共識，泰勞結束暴動，警察隨後撤離，結束這場將近17小時的抗爭。

## 社會輿論
新聞報導多偏向認為，外勞受到不合理的對待才造成暴動。「泰勞指控華磐，剋扣加班費，電擊棒打人」（中時晚報）、「管理不人道，引爆滿腔火」（聯合晚報）、「外勞受剝削，住劣屋吃爛菜」（蘋果日報），新聞分析的標題也開始出現：「不把人當人，不暴才怪」、「集中營管理，不出事也難」……。
2005年8月23日，前勞委會主委陳菊接受三立新聞台《大話新聞》訪談，脫口說出「有力人士」為華磐仲介撐腰。
2005年10月3日，政治評論家江春男說：「民進黨形象低迷，政府公信力大幅下滑……弊端弊案捉不完、破不了，也許有不少理由可以辯解；但連單純的泰勞暴動一事都無法向社會交代，這是無法解釋的。這件事牽涉到阿扁的重要盟友和親信……它使阿扁和民進黨的形象都受到打擊。」
2005年12月，《新新聞》訪談166位立委與三天電話隨機抽樣訪問全台灣1109名民眾票選謝長廷內閣「十大噩夢閣員」，行政院金融監督管理委員會主任委員龔照勝與法務部部長施茂林分別當選第八、九名，報導指出，股市禿鷹案與高捷弊案讓金管會與法務部都成了噩夢來源之一。
2005年12月1日，國立清華大學社會學系教授姚人多說：「因著最近高雄捷運弊案的爆發，民進黨讓支持者徹底的失望了，原來事情一點都沒變：民進黨一直延續國民黨‘做政治’的方法。」
砰砰樂隊的歌〈有夢最美失望相隨〉歌詞第二段第二句「有力人士一年幾啊億咧A，番薯吃不夠、擱A泰勞ㄝ（有力人士一年貪汙數億元，台勞的錢不夠貪、還貪泰勞的錢）」，即是描寫這次事件。

## 官商勾結疑慮
2005年10月26日，TVBS頻道《2100全民開講》公佈2002年11月2日一張照片，前總統府副祕書長陳哲男和高雄捷運公司負責引進泰勞事務的副董事長陳敏賢同在韓國一間賭場內賭博。隔日，陳哲男承認曾於2002年11月1日與陳敏賢前往韓國濟州島觀光，因為是利用假日出國，所以沒有向總統府報備，也無撰寫任何報告，和高捷案也無關，但對涉足賭場的行為公開道歉。陳敏賢也承認兩人是「好朋友」，他的律師林慶雲代他發表聲明，強調濟州島行程為私人旅遊，與泰勞案無關。 陳水扁震怒，指示總統府針對陳哲男未假出國和出入不當場所部分，函送監察院調查；民進黨也決定，於中常會做出開除陳哲男黨籍的處分。
2007年3月27日，立委兼新黨顧問賴士葆在中國國民黨立法院黨團記者會諷刺，民進黨政府每逢作重要決策時就吃飯「喬」（協商）事情，包括陳水扁的「台肥宴」（「台肥」指台灣肥料公司）、趙建銘的「三井宴」（指台灣土地開發公司內線交易案）、陳哲男的「水餃宴」、顏萬進的「纜車宴」（指北投空中纜車弊案）、林忠正的「小木屋宴」（指股市禿鷹案）與鄭文燦的「富士宴」（指台視釋股案），真是「滿黨盡是黃金宴」。
2011年1月29日，順益台灣原住民博物館董事長林清富為台灣政治領袖心理檔案工作小組著書《信任與背叛：陳水扁心理檔案》作序：
我個人長期關心台灣原住民處境。1988年，以救援原住民少女為宗旨的「彩虹專案」發起大遊行時，我就已經大力支持；1994年，我創辦順益台灣原住民博物館，除了積極從事原住民族文物蒐藏保存，並藉由多樣化的教育活動促進原住民族文化推廣。因此，我對民進黨執政後漠視原住民權益非常憤怒。
舉例而言：2005年高雄捷運泰勞暴動，引發全國矚目；但高捷案的本質，其實是扁政府剝奪了原住民的大量工作機會，轉而以低價聘用、欺壓泰勞，泰勞才會不堪剝削而引發暴動。一個號稱關懷弱勢的政府，竟然如此漠視本地原住民勞工，並且踐踏外籍勞工人權；光是這項人權紀錄汙點，扁政府就應該還原住民一個公道。
2023年1月7日，前民進黨立委林濁水表示，2005年「總統府高層高雄捷運弊案爆發，民進黨清廉人設破滅」。

## 後續

### 勞工
2005年8月31日，國立政治大學法律學系副教授廖元豪和律師高榮志成立泰勞抗暴法律後援會。
2006年2月20日，當初信誓旦旦表示不會「秋後算帳」的華磐仲介悄悄對十四名高捷泰勞提起民事告訴，求償新台幣19,679,528元以「回復損害」。此事經泰勞抗暴法律後援會揭露後，輿情嘩然：「華磐，鬧夠了沒？吃人夠夠、惡人先告狀、丟光台灣臉」（聯合晚報），勞委會、高雄市政府勞工局紛紛表態「華磐自損社會形象」，最終促使華磐仲介將求償金額縮減為新台幣一元。
2006年3月26日，泰勞抗暴法律後援會與無黨籍立委雷倩合作，協同五名被告泰勞於立法院召開「有力人士輕輕放過，弱勢泰勞狠狠被K」記者會，公佈華磐控告高捷泰勞的訴狀，並邀請律師、專家、各社運團體聲援泰勞。
2006年4月27日，台灣國際勞工協會秘書長顧玉玲批評，蘇貞昌內閣以「拚治安」打壓外勞以逃跑來爭取基本人權，「前後矛盾、作繭自縛、浪費國家資源的外勞政策」才是台灣治安的亂源。

### 管理人員
2005年11月21日，高捷泰勞案檢調專案小組依圖利或背信等罪起訴陳哲男等22人。

### 高雄捷運外勞仲介案
高捷弊案中，前總統府副祕書長陳哲男被指控接受廠商招待出國，前高捷副董事長陳敏賢、前高捷總經理賴獻玉、特助劉克強、華磐總經理嚴世華及其妻王彩碧等人被控非法引進泰勞，涉嫌圖利及背信。高雄地院合議庭法官在2006年2月26日二度開庭，並將於4月11日三度開庭。
2006年3月2日，高雄地檢署認為行政院勞委會外勞作業組組長廖為仁、副組長劉興臺、科長林祐生及技士洪一男涉嫌圖利高捷公司新台幣八億三千多萬元，將4人依《貪污治罪條例》圖利罪起訴
2006年3月，前行政院長謝長廷與前高雄市捷運局長周禮良被專案小組檢察官列為被告，以深入調查他們二人是否涉及圖利高捷公司行為，並將在不久傳喚此二人到案說明。
2009年1月15日，台灣高等法院高雄分院二審認定，無證據顯示陳哲男協助華磐公司取得泰勞引進管理合約，維持一審無罪判決，並改判華磐負責人嚴世華、王彩碧夫婦無罪。
2009年2月24日，高雄高分檢承辦檢察官郭振昌認為二審判決無違背法令，決定不上訴，因此陳哲男涉案部分無罪定讞。

### 高雄捷運工程公辦六標案
2006年5月23日，台灣高雄地方法院判處周禮良無罪。法官認為，檢方提出的證據不足證明周禮良在罹患癌症住院時收到的慰問金為高捷公司顧問禮金。
2007年7月31日，高雄捷運工程公辦六標案，合議庭認為該項工程不適用《政府採購法》，未公開招標並不違法；「評決小組」五名委員中，吳孟德與鍾善藤因收受賄賂，依貪汙罪各判處有期徒刑十二年、四年，全案仍可上訴。
2009年6月5日，高雄捷運工程公辦六標案，臺灣高等法院高雄分院認定本案不涉《政府採購法》，吳孟德改依背信罪判處有期徒刑一年六個月、減刑後應執行有期徒刑九個月，陳建廷違反《商業會計法》判處有期徒刑六個月、可易科罰金，鍾善藤改判無罪，其餘被告維持一審無罪宣判，全案仍可上訴。

### 官員請辭
由於勞委會主委陳菊與高雄市代理市長陳其邁被視為競選下屆高雄市長的人選，在這次事件上，二人就政治責任問題而角力，最後引致二人共同請辭。總統陳水扁批准總統府國策顧問陳哲男、總統府顧問陳敏賢的辭呈。
2005年11月9日，交通部政務次長周禮良因不當收受高捷研究費新台幣六十萬元與探病金新台幣二十萬元，被民進黨中央開除黨籍；周禮良當晚隨後向交通部長林陵三口頭請辭。

### 民進黨派系之爭
高捷泰勞案引爆民進黨派系之爭。2005年8月30日，新潮流系批評，行政院任命林豐喜出任行政院中部聯合服務中心執行長、前民進黨台中縣黨部主任委員劉文欽出任台灣省諮議員，是為謝長廷綁樁；民進黨高雄市黨部主任委員兼民進黨全國各縣市黨部主任委員聯誼會會長趙文男發布「和解共生要從黨內派系做起」新聞稿，反批新潮流系。2018年12月12日，前民進黨高雄市黨部執行長林展鴻表示，趙文男在「和解共生要從黨內派系做起」新聞稿砲轟新潮流系搞鬥爭，是民進黨地方黨部主委第一人。
2017年12月，天下雜誌副總主筆林倖妃所著之陳菊回憶錄《花媽心內話：陳菊4000天》出版，陳菊在書中自述，2006年民進黨高雄市市長黨內初選，她因高捷泰勞案而遭到不公平待遇。當時民進黨內流傳，由於高捷泰勞案，陳菊若當選高雄市長，恐怕當不完市長。當時謝長廷不願高雄市落入新潮流系手中，公開點名陳菊競選高雄市長會「很難選」；游錫堃支持高雄市代理市長葉菊蘭參選市長，聯手要新潮流系勸告陳菊退選。陳菊形容，當時她腹背受敵，地方上都是謝系支持者，她孤單一人一直跑選舉行程。

## 外部連結
- 鍾善藤等改判無罪
- 陳哲男和陳敏賢在韓國濟州島賭場被拍攝的照片[永久]
- 高捷公辦六標案一審宣判 （页面存档备份，存于）
- 「高捷弊案」的秋後算帳：14名抗暴泰勞被華磐公司控告損害賠償1,967萬元！ （页面存档备份，存于）
- 高捷弊案 吳孟德判12年 前局長周禮良無罪 謝長廷：還我清白 （页面存档备份，存于）